# Aglaophenia tasmanica
Aglaophenia tasmanica is een hydroïdpoliep uit de familie Aglaopheniidae. De poliep komt uit het geslacht Aglaophenia. Aglaophenia tasmanica werd in 1914 voor het eerst wetenschappelijk beschreven door Bale. 